# سیتاریزوم
سیتاریزوم شهری بوده‌است در جنوب رود فرات در استان رومی ارمنستان. سیتاریزوم در منطقه‌ای میان ماسیوس و آنتی‌تاوروس و در شمال کوماژن و میان‌رودان واقع بوده‌است، نزدیک روستای کنونی کتریز. سیتاریزوم در زمان ساسانیان نقطهٔ مهمی برای دفاع از امپراتوری روم شرقی در برابر ایرانیان بوده‌است. یوستی‌نیانوس در اینجا دژی بنا نمود. در سال ۶۱۳ (میلادی) آشوت -سردار خسرو پرویز- سیتاریزوم را تسخیر نمود.

## منبع
Wikipedia contributors, "Citharizum," Wikipedia, The Free Encyclopedia, https://en.wikipedia.org/w/index.php?title=Citharizum&oldid=712999995 (accessed May 7, 2016).